# Romanos III Argyros
Romanos III Argyros (Grieks: Ρωμανός Γ΄ Αργυρός, Rōmanos III Argyros) (Constantinopel, ca. 965 – verm. aldaar, 11 april 1034) was van 1028 tot 1034 keizer van het Byzantijnse Rijk.
Romanos Argyros behoorde tot de hoofdstedelijke adel, waarvan hij als stadsprefect de voornaamste vertegenwoordiger was. Door zijn huwelijk met de 48-jarige dochter van Constantijn VIII, Zoë, werd hij diens opvolger.
Naar algemeen wordt aangenomen, liet keizerin Zoë, verliefd geworden op een jonge hoveling, de latere Michaël IV (1034–1041), haar echtgenoot Romanus uit de weg ruimen. Dat bleek niet zo'n verstandige beslissing, want eenmaal gehuwd verloor Michaël alle belangstelling voor Zoë.